# Josef Joham
Josef Joham (* 21. Februar 1889 in Bad Kleinkirchheim, Kärnten; † 7. April 1959 in Wien) war ein mächtiger, zum Teil umstrittener österreichischer Bankfachmann und langjähriger Generaldirektor der Creditanstalt-Bankverein  (CA-BV, kurz CA), neben der Länderbank und dem Österreichischen Credit-Institut eine der damals drei österreichischen Großbanken.

## Leben
Joham, ein Bauernsohn, absolvierte das Gymnasium in Klagenfurt, wo er Mitglied der katholischen Studentenverbindung Karantania wurde. Danach absolvierte er das Studium der Rechtswissenschaften in Innsbruck und Graz mit Promotion im Jahr 1913. Das CV-Mitglied (KÖHV Carolina Graz (seit 1909) und später KDStV Frankonia Czernowitz, KaV Marco-Danubia Wien, AV Austria Innsbruck und KaV Rheno-Danubia Innsbruck) war ab 1914 in verschiedenen Banken im Alpenraum tätig. Ab 1921 hatte er bedeutendere Funktionen in der Bank für Tirol und Vorarlberg inne. Während der Weltwirtschaftskrise löste die Zahlungsunfähigkeit der Creditanstalt (CA) im Mai 1931 die Deutsche Bankenkrise aus. Joham wurde 1931 Vorstandsmitglied der CA; die CA wurde de facto verstaatlicht. Von 1934 bis 1938 war Joham Mitglied des österreichischen Bundeswirtschaftsrates und des Bundestages. 1936 wurde Joham vom autoritären Regime des österreichischen Ständestaats zum Generaldirektor der CA ernannt. Während des Krieges blieb Joham – vermutlich auch aufgrund seines guten persönlichen Verhältnisses zu Hermann Josef Abs – im Vorstand der CA. (Die Deutsche Bank, der Abs vorstand, hatte die CA nach dem Anschluss übernommen). Joham übte während des Kriegs auch hohe Wirtschaftsfunktionen in Ostmitteleuropa aus. Ab 1942 arbeitete Joham für den US-Geheimdienst OSS, den Vorgänger der CIA, und lieferte diesem über den in der Schweiz lebenden Kurt Grimm hochrangige Informationen über die Wirtschaft im nationalsozialistischen Deutschen Reich.
Nach 1945 wurde Joham zum öffentlichen Verwalter und 1948 neuerlich zum Generaldirektor der CA bestellt. Anfang der 1950er Jahre geriet Joham in einen Wirtschaftsskandal im Zusammenhang mit der Verschiebung von Geldern aus dem Marshall-Plan, der auch Gegenstand eines von der ÖVP eingesetzten parlamentarischen Untersuchungsausschusses war. Letztlich wurde Joham von der ÖVP gehalten und blieb bis zu seinem Tod Generaldirektor der Creditanstalt-Bankverein.
Josef Joham wurde am Neustifter Friedhof bestattet (Gruppe A, Reihe 19, Nr. 3).